# The Curse of Monkey Island
The Curse of Monkey Island (Der Fluch von Monkey Island) ist ein Point-and-Click-Adventure von Lucasfilm Games und der dritte Teil der Monkey-Island-Computerspielserie. Es wurde im Oktober 1997 veröffentlicht.

## Handlung
Zu Beginn des Spiels ist Guybrush Threepwood zwar vom mystischen Ort Big Whoop entkommen, treibt aber dafür in einem Autoscooter-Wagen sitzend hilflos im Meer herum. Er wird schließlich in den Hafen der Insel Plunder Island gespült, wo er sich unvermittelt in einer Schlacht zwischen seiner angebeteten Elaine und dem Geisterpiraten LeChuck wiederfindet. Letzterer belagert die Insel, auf der Elaine mittlerweile Gouverneurin ist. Guybrush hört einen Dialog zwischen LeChuck und Elaine mit, in dem letztere andeutet, dass sie immer noch in Guybrush verliebt ist. In der Folge wird er von LeChuck bemerkt und gefangen genommen, doch es gelingt Guybrush, das Schiff zu sprengen, was LeChucks Ableben zur Folge hat. Wieder an Land macht Guybrush Elaine einen Heiratsantrag und überreicht ihr dabei einen Diamantring, den er auf LeChucks Schiff gefunden hat. Doch der Ring trägt einen Voodoo-Fluch in sich und verwandelt Elaine in eine Goldstatue, die kurz darauf von Piraten entwendet wird.
Von einer alten Bekannten, der Voodoo-Lady, erfährt Guybrush, dass er einen großen, nicht verfluchten Diamantring benötigt, um den Fluch wieder aufzuheben, und dass er diesen auf Blood Island finden könne. Daher rekrutiert er eine Mannschaft, besorgt sich ein Schiff und gelangt wieder in den Besitz von Elaines Statue. Außerdem treibt er eine Karte auf, die ihm den Weg nach Blood Island zeigen soll. Auf der Fahrt wird Guybrush die Karte von dem Piraten Röchelieu (im Original Rottingham) gestohlen. Es gelingt ihm, diesen in einem Fechtkampf zu besiegen und so die Karte wiederzubekommen. Anschließend segeln Guybrush und seine Mannschaft nach Blood Island. Dort bringt Guybrush den Ring sowie den nicht verfluchten Diamanten in seinen Besitz und kann so durch das Ersetzen des verfluchten durch den nicht verfluchten Diamantring den Fluch brechen.
Allerdings hat es LeChuck indessen erneut geschafft, dem Tod zu trotzen und als Dämonenzombie zurückzukehren. Guybrush und Elaine werden gleich nach ihrer Wiedervereinigung von dem Geisterpiraten gefangen genommen und in LeChucks Freizeitpark Big Whoop gebracht, der einzig und allein dem Zweck dient, LeChucks Armee der Toten neue Rekruten zuzuführen. Dort wird Guybrush wieder mit einem Fluch belegt, von dem er sich aber rasch befreien kann. Es gelingt ihm, im Park eine Explosion herbeizuführen, die LeChuck unter den Trümmern seiner eigenen Geisterbahn und Tonnen von Eis begräbt. Am Ende segeln Guybrush und Elaine, die nun verheiratet sind, in die Flitterwochen. Eine kurze Szene, die dem Abspann folgt, lässt jedoch darauf schließen, dass LeChuck – in einem weiteren Spiel – wiederkehren wird.

## Spielprinzip und Technik
The Curse of Monkey Island ist ein Point-and-Click-Adventure. Aus Sprites zusammengesetzte Figuren agieren vor handgezeichneten, teilanimierten Kulissen. Mit der Maus kann der Spieler seine Spielfigur durch die Örtlichkeiten bewegen und mit den Maustasten Aktionen einleiten, die den Spielcharakter mit seiner Umwelt interagieren lassen. Guybrush kann so Gegenstände finden und sie auf die Umgebung oder andere Gegenstände anwenden sowie mit Nicht-Spieler-Charakteren kommunizieren. Mit fortschreitendem Handlungsverlauf werden weitere Orte freigeschaltet.
LucasArts benutzte wie bei den beiden Vorgängerspielen die SCUMM-Engine für die Erstellung des Spiels, entwickelte aber die Benutzerschnittstelle weiter: An Stelle eines auf dem Bildschirm befindlichen Steuerungsmenüs, aus dem man Befehlsverben und Inventargegenstände auswählen konnte, trat ein in ähnlicher Form bereits in Vollgas eingesetzter, kontextsensitiver Cursor in Form eines per langem Linksklick aufrufbaren, wie eine Münze geformten Menüs, das Befehle zur Interaktion mit der Spielwelt enthielt. Auf diese Weise war durch den Wegfall des starren Menüs mehr Platz auf dem Bildschirm zur Darstellung der Spielwelt vorhanden.
- Grafik: bildschirmfüllend, SVGA im Comic-Stil
- Das Spiel verfügt über zwei Schwierigkeitsgrade (normal und oberaffig), die sich in Anzahl und Schwierigkeitsgrad der Rätsel unterscheiden.

## Entwicklungs- und Veröffentlichungsgeschichte
Der Schöpfer der vorherigen Teile Ron Gilbert war an der Entwicklung nicht beteiligt und hatte andere Pläne für eine Trilogie.
Im März 2018 veröffentlichte der neue Rechteinhaber Disney Interactive eine auf modernen PCs lauffähige Version des Spiels über die digitalen Vertriebsplattformen Steam und GOG.

### Synchronisation
| Rolle                    | englische Synchronstimme | deutsche Synchronstimme     |
| ------------------------ | ------------------------ | --------------------------- |
| Guybrush Threepwood      | Dominic Armato           | Norman Matt                 |
| Elaine Marley-Threepwood | Alexandra Boyd           | Frauke Poolman              |
| LeChuck                  | Earl Boen                | Reinhard Schulat-Rademacher |
| Murray, Blassido Domingo | Denny Delk               | Karlheinz Tafel             |
| Wally                    | Neil Ross                | Stefan Schleberger          |
| Kenny                    | Gary Coleman             | Vittorio Alfieri            |
| Käpt’n Blondbart         | Terence McGovern         | Hans-Gerd Kilbinger         |
| Käpt’n Röchelieu         | Tom Kane                 | Rolf Berg                   |
| Haggis McMutton          | Alan Young               | Renier Baaken               |
| Edward Van Helgen        | Michael Sorich           | Volker Risch                |
| Halsabschneider Bill     | Gregg Berger             | Thaddäus Zech               |
| Cabana-Junge             | Harvey Jason             | Alexander Schottky          |
| Voodo-Lady               | Leilani Jones            | Karin Buchali               |
| Griswald Meistersuppe    | Kay E. Kuter             | Wolfgang Rositzka           |
| Madame Xima              | Kathleen Freeman         | Karin Buchali               |
| König André              | Dave Fennoy              | Gregor Höppner              |
| Geisterbraut             | Mary Kay Bergman         | Michaela Kametz             |
| Stan                     | Patrick Pinney           | Matthias Haase              |

## Rezeption
The Curse of Monkey Island erhielt fast ausschließlich positive Bewertungen. Die Rezensionsdatenbank GameRankings aggregiert 10 Rezensionen zu einem Mittelwert von 89,9 %.

### Kommerzieller Erfolg
Bis Mitte 1998 wurden auf dem amerikanischen Markt 92.587 Exemplare des Spiels abgesetzt und somit 1,57 Mio. US-Dollar eingenommen. Den größten Erfolg allerdings feierte der dritte Teil der Serie in Deutschland. Heinrich Lehnhardt, Mitglied der Redaktion von PC Gamer US, vermutete gar, dass dieser alleine ein Festhalten an dem Franchise durch den Publisher bewirkte. In den Verkaufscharts dort stieg das Spiel auf Platz 4 ein und erhielt mit über 100.000 verkauften Kopien (im deutschsprachigen Raum) im August 1998 den Gold-Award des Verbands der Unterhaltungssoftware Deutschland.
Louis Castle, zu diesem Zeitpunkt Produzent bei Electronic Arts, schätzte Ende 2002 die weltweiten Verkäufe von The Curse of Monkey Island auf 300.000 Einheiten. Bill Tiller, ehemaliger Grafiker bei LucasArts, schätzte 2009 den Gesamtabsatz des Spiels auf 700.000–800.000 Einheiten.

### Nominierungen und Auszeichnungen
- Annie Award 1998 in der Kategorie "Outstanding Achievement in an Animated Interactive Production"[16]
- Nominierung für vier Spotlight Awards (Computer Game Developers Conference), inklusive "Best Adventure/RPG"[17]
- Nominierung für zwei Interactive Achievement Awards (Academy of Interactive Arts & Sciences), in den Kategorien "Personal Computer: Adventure Game of the Year" und "Outstanding Achievement in Art/Graphics".[18]
- Ernennung zum besten Adventure 1997 durch Computer Games Strategy Plus[19], Computer Gaming World[20], GameSpot[21] and PC Gamer US[22]

1998 erklärte PC Gamer das Spiel zum 33. besten jemals veröffentlichten Videospiel und bezeichnete es als ein „großartiges, zeitloses Adventure, scharfsinnig geschrieben und makellos gesprochen“.

## Animationsfilm
Zwischenzeitlich war eine lose Verfilmung des Spiels durch Steven Spielberg in Planung. Im Zuge der Umstrukturierung des Publishers wurde dieser Plan jedoch verworfen.